# Fedrick Dacres
Fedrick Dacres (Kingston, 28 febbraio 1994) è un discobolo giamaicano.

## Palmarès
| Anno | Manifestazione          | Sede           | Evento           | Risultato | Prestazione | Note                  |
| ---- | ----------------------- | -------------- | ---------------- | --------- | ----------- | --------------------- |
| 2010 | Olimpiadi giovanili     | Singapore      | Lancio del disco | 10º       | 54,79 m     |                       |
| 2011 | Mondiali allievi        | Lilla          | Lancio del disco | Oro       | 67,05 m     |                       |
| 2012 | Mondiali juniores       | Barcellona     | Lancio del disco | Oro       | 62,80 m     |                       |
| 2015 | Giochi panamericani     | Toronto        | Lancio del disco | Oro       | 64,80 m     |                       |
| 2015 | Mondiali                | Pechino        | Lancio del disco | 7º        | 64,22 m     |                       |
| 2016 | Giochi olimpici         | Rio de Janeiro | Lancio del disco | 34º (q)   | 50,69 m     |                       |
| 2017 | Mondiali                | Londra         | Lancio del disco | 4º        | 65,83 m     |                       |
| 2018 | Giochi del Commonwealth | Gold Coast     | Lancio del disco | Oro       | 68,20 m     | Record dei Giochi     |
| 2018 | Campionati NACAC        | Toronto        | Lancio del disco | Oro       | 68,47 m     | Record dei campionati |
| 2019 | Giochi panamericani     | Lima           | Lancio del disco | Oro       | 67,68 m     | Record dei Giochi     |
| 2019 | Mondiali                | Doha           | Lancio del disco | Argento   | 66,94 m     |                       |
| 2021 | Giochi olimpici         | Tokyo          | Lancio del disco | 13º (q)   | 62,91 m     |                       |
| 2022 | Mondiali                | Eugene         | Lancio del disco | 9º        | 64,85 m     |                       |
| 2022 | Campionati NACAC        | Freeport       | Lancio del disco | Argento   | 62,79 m     |                       |
| 2023 | Mondiali                | Budapest       | Lancio del disco | 5º        | 66,72 m     |                       |
| 2023 | Giochi panamericani     | Santiago       | Lancio del disco | Bronzo    | 61,25 m     |                       |

## Altre competizioni internazionali
2018
- Oro in Coppa continentale ( Ostrava), lancio del disco - 67,97 m
- Vincitore della Diamond League nella specialità del lancio del disco